# Samuel J. Eldersveld
Samuel J. Eldersveld (29 de marzo de 1917 – Ann Arbor, Míchigan, 4 de marzo de 2010) fue un académico, politólogo, y político estadounidense. Miembro del Partido Demócrata, fue alcalde de Ann Arbor, Míchigan entre 1957 y 1959.
Su carrera como politólogo y profesor fue larga y distinguida. Gran parte de ella la ocupó como profesor de Ciencia política en la Universidad de Míchigan, en la que llegó a ser profesor emérito. La American Political Science Association reconoció los logros de Eldersveld en 1986 mediante la creación de un premio anual con su nombre.